# Ardiente paciencia (pel·lícula)
Ardiente paciencia és una pel·lícula en espanyol de 1983 amb guió i direcció de Antonio Skármeta, qui a través de la ficció ens trasllada a Isla Negra, on el poeta xilè Pablo Neruda va passar els seus últims anys, establint una divertida relació amb el carter de la localitat. És protagonitzada per Roberto Parada, Óscar Castro, Marcela Osorio i Naldy Hernández.
El títol de l'obra està basat en el discurs del poeta en rebre el Premi Nobel de Literatura (1971):
| «                                                                        | Fa avui cent anys exactes, un pobre i esplèndid poeta, el més atroç dels desesperats, va escriure aquesta profecia: A l’aurore, armés d’une ardente patience, nous entrerons aux splendides Villes. (A l'alba, armats d'una ardent paciència entrarem en les esplèndides ciutats.) Jo crec en aquesta profecia de Rimbaud, el vident. Jo vinc d'una fosca província, d'un país separat de tots els altres per la categòrica geografia. Vaig ser el més abandonat dels poetes i la meva poesia va ser regional, dolorosa i plujosa. Però vaig tenir sempre confiança en l'home. No vaig perdre mai l'esperança. Per això tal vegada he arribat fins aquí amb la meva poesia, i també amb la meva bandera. En conclusió, haig de dir als homes de bona voluntat, als treballadors, als poetes, que el sencer avenir va ser expressat en aquesta frase de Rimbaud: només amb una ardent paciència conquistarem l'esplèndida ciutat que donarà llum, justícia i dignitat a tots els homes. Així la poesia no haurà cantat en va. | » |
| — Pablo Neruda, Discurs pronunciat al rebre el Premi Nobel de Literatura | |   |

És en aquest discurs del poeta, on Skármeta trobarà el títol de la seva obra, que serà portava al cinema i posteriorment es convertirà en la novel·la homònima de 1985. És sobre la base de la novel·la que en 1994, el director Michael Radford al costat d'Anna Pavignano, Furio Scarpelli, Giacomo Scarpelli i Massimo Troisi, faran una versió italiana de la pel·lícula anomenada Il postino, modificant el context espaciotemporal a l'Illa de Capri en Itàlia en els '50 i es va rodar en l'Illa Salina. El compositor mexicà Daniel Catán ha escrit una òpera basada en l'obra.

## Argument
A mitjan 1969, el poeta Pablo Neruda (Roberto Parada) es trasllada a la seva casa de Illa Negra en el litoral central de Xile, l'arribada de l'il·lustre escriptor a la localitat, provoca un explosiu augment de la correspondència, per la qual cosa Mario Jiménez (Óscar Castro), nou carter del lloc, s'encarregarà de portar la correspondència a Neruda. D'aquest contacte diari es genera una relació cordial entre tots dos. Mario, no obstant això, gaudir d'un treball lleuger, es troba perdudament enamorat de Beatriz González (Marcela Osorio), filla de la devota catòlica, donya Rosa vídua de González (Naldy Hernández), qui menysprea a Mario per considerar-ho poca cosa per a la seva filla.
Mario, en conèixer la poesia de Neruda, li demana al poeta, ajuda per a conquistar a Beatriz. El fracàs d'aquests primers intents porta a l'enamorat carter a prendre una agosarada acció: usar els versos de Neruda com si fossin propis. Tot això, aprofitant que el Poeta es troba recorrent Xile fent campanya per a la seva pre-candidatura a President de la República per la Unidad Popular en representació del Partit Comunista de Xile contra el precandidat socialista Salvador Allende, qui fet i fet s'erigirà com a candidat únic de la UP i electe President de Xile per al període 1970-1976.
En tornar de la gira, la senyora Rosa li reclamarà a Neruda el mal que els seus versos fan sobre Beatriz, que ha estat seduïda per Mario. Descobert el plagi Neruda enfronta a Mario, qui al·lega: "La poesia no pertany a qui l'escriu sinó a qui la necessita", Neruda riu de tan democràtic argument i acaba perdonant a Mario, fent-li prometre que d'ara endavant escrigui els seus propis versos per a Beatriz.
En una creativa escena, Mario juga amb un ou sobre el cos nu de Beatriz, que temps després es casen.
En 1971, Neruda viatja a rebre el Premi Nobel de Literatura i la jove parella celebra amb una festa, on estan tots els habitants d'Illa Negra.
Mario no sols és un admirador del poeta, sinó que es converteix en un company de lluita en unir-se al Partit Comunista.
El setembre del 1973 es produeix el cop d'estat, de la dreta i els militars contra el govern de Salvador Allende. Neruda es troba malalt i aïllat pels militars, que vigilen els accessos a la seva casa. Mario no pot portar-li les cartes, per la qual cosa les memoritza i les hi recita al poeta quan s'escapoleix per a visitar-lo diàriament. El 23 de setembre, Neruda s'agreuja i és traslladat a Santiago, on mor.
Dies després la policia arriba a la casa de Mario, i se l'endu amb destinació desconeguda. Mario, el carter de Neruda, és un altre detingut desaparegut.

## Premis
- Festival Iberoamericà de Cinema de Huelva, Espanya, 1983.[3]
  - Colón d'or a la Millor Pel·lícula.
  - Colón d'or a Pel·lícula del públic.
  - Colón d'or a Millor Interpretació Masculina.
- Festival de Cinema Llatinoamericà de Biarritz, França, 1983.[4]
  - Gran Premi a la Millor Pel·lícula.